# Sven Schwartz

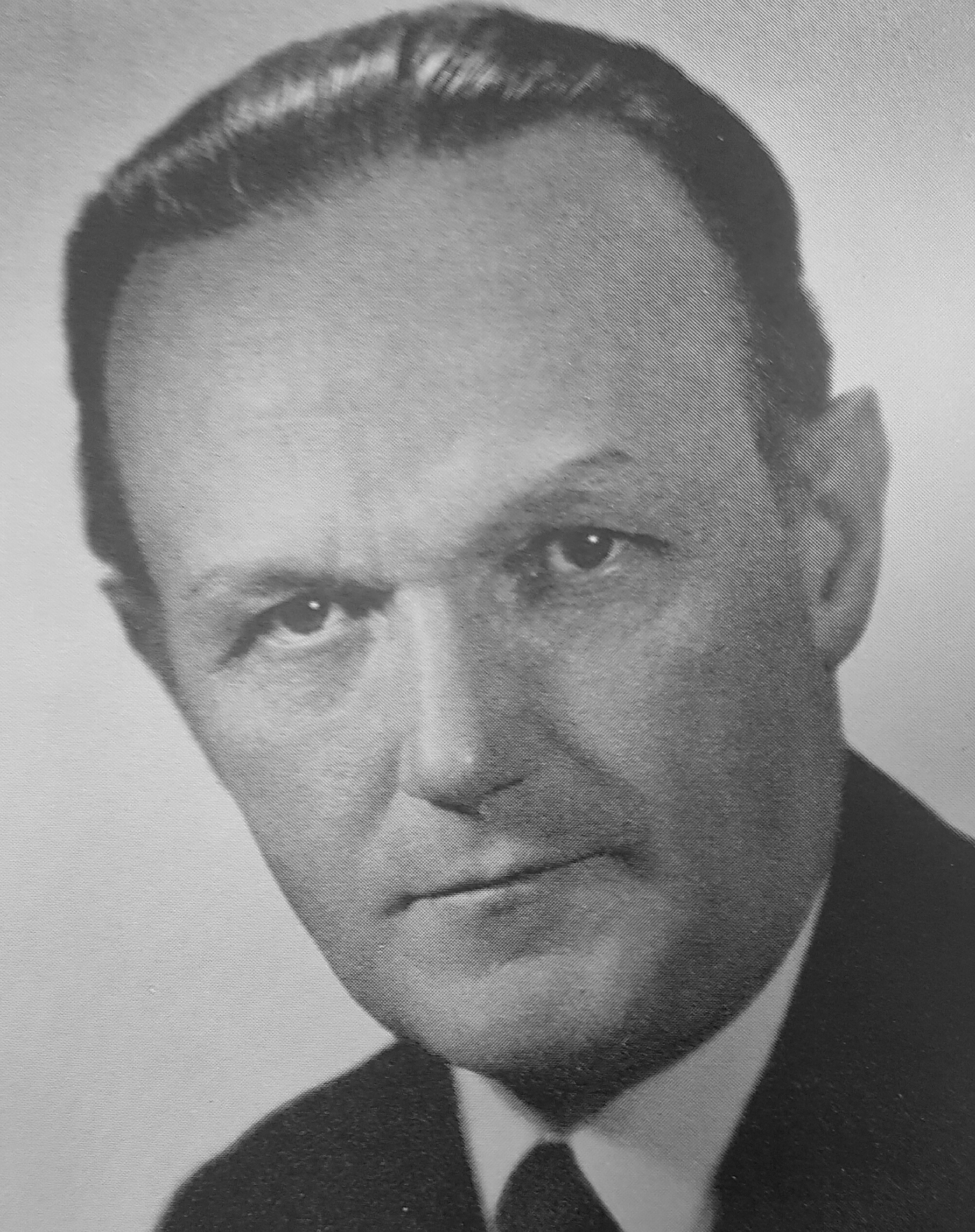
Sven Schwartz

Sven Gustaf Schwartz, född 25 oktober 1891 i Rättviks församling, Kopparbergs län, död 28 mars 1976 i Danderyds församling, Stockholms län, var en svensk bergsingenjör och företagsledare.
Schwartz var verkställande direktör för Stockholms Bryggerier och Boliden AB. Han var ordförande för Svenska arbetsgivareföreningen 1947–1951 och 1954–1967. Han satt i styrelsen för Industriens Utredningsinstitut 1946–1966 och var dess ordförande under perioden 1947–1950.
Schwartz invaldes 1942 som ledamot av Ingenjörsvetenskapsakademien. Han blev kommendör med stora korset av Nordstjärneorden 1956.

## Stiftelse
Ebba och Sven Schwartz Stiftelse bildades 1983 på initiativ av Sven Schwartz änka Ebba Schwartz och fick sitt kapital efter hennes död 1991. Stiftelsens ändamål är att ”främja vetenskaplig forskning, i första hand sådan med ekologisk inriktning”.